# عبدالله رمضان
عبدالله رمضان (زاده ۱۱ سپتامبر ۱۹۹۸ در مصر)، یک بازیکن فوتبال اهل امارات متحده عربی است که در پست هافبک و برای باشگاه فوتبال الجزیره امارات بازی می‌کند.